# Antônio Fernando Saburido

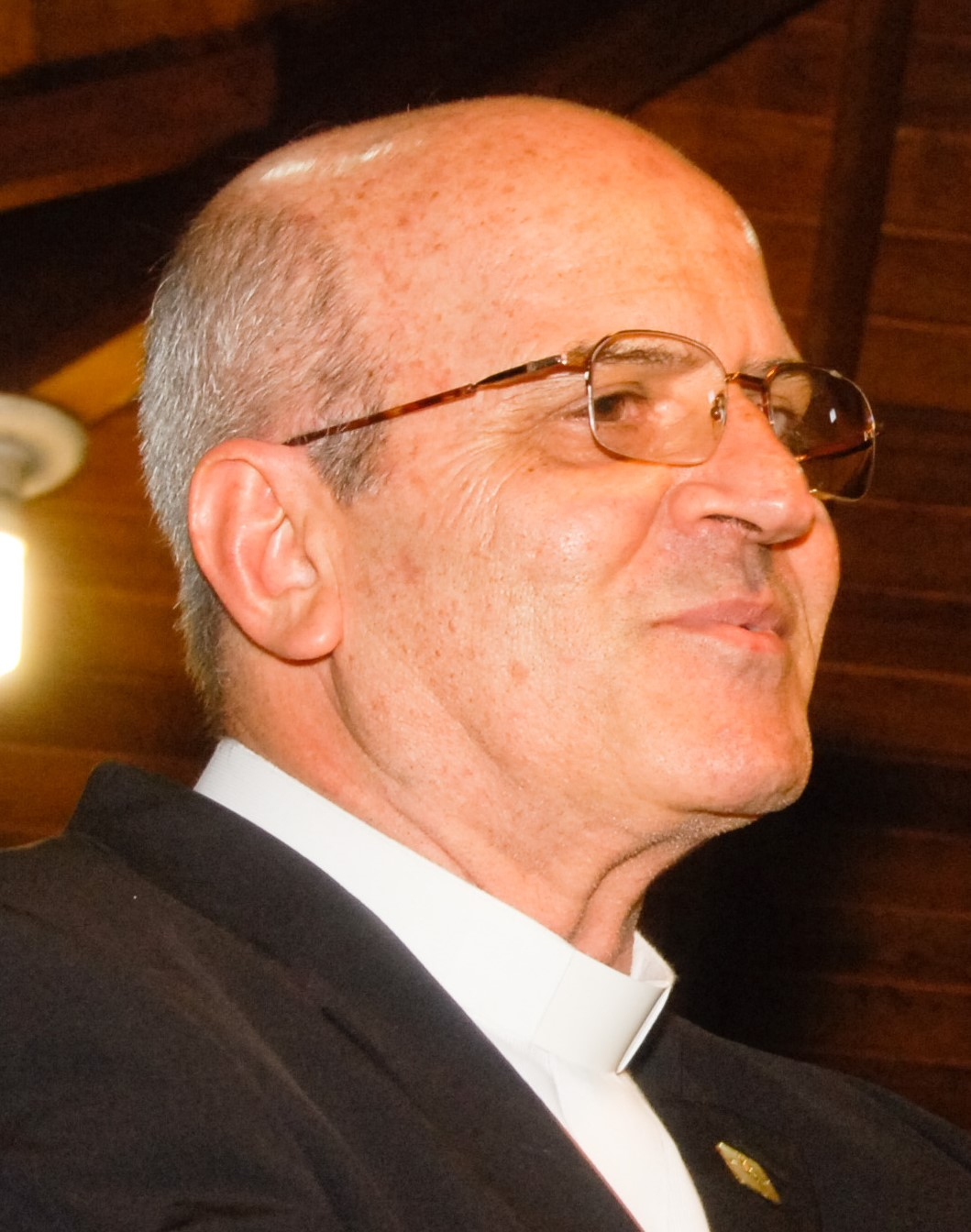
Antônio Fernando Saburido (2009)

Erzbischofswappen von Antônio Fernando Saburido

Antônio Fernando Saburido OSB (* 10. Juni 1947 in Cabo de Santo Agostinho, Pernambuco) ist ein brasilianischer Ordensgeistlicher und emeritierter römisch-katholischer Erzbischof von Olinda e Recife.

## Leben
Antônio Fernando Saburido besuchte die Grund- und Mittelschule in Vitória de Santo Antão sowie später das Kleine Seminar Imaculada Conceição in Várzea und das Colégio Estadual Oliveira de Lima in Recife. 1975 trat er der Ordensgemeinschaft der Benediktiner in der Benediktinerabtei São Bento in Olinda bei und studierte Philosophie und Katholische Theologie am dortigen Hausstudium. Am 21. März 1978 legte Saburido die erste und am 21. März 1981 die feierliche Profess ab. Er wurde am 21. Dezember 1981 zum Diakon geweiht und empfing am 17. Dezember 1983 in Recife durch den Erzbischof von Olinda e Recife, Hélder Câmara, das Sakrament der Priesterweihe.
Saburido war zunächst von 1980 bis 1988 als Cellerar der Benediktinerabtei São Bento in Olinda und als Lehrer am ordenseigenen Colégio São Bento tätig, bevor er 1989 Pfarradministrator und später schließlich Pfarrer der Pfarreien Nossa Senhora de Guadalupe und São Lucas de Ouro Preto in Olinda wurde. Ab 1998 fungierte er zudem als Generalvikar des Erzbistums Olinda e Recife und als Koordinator für die Pastoral. Außerdem gehörte er dem Priesterrat, dem Konsultorenkollegium und dem Diözesanvermögensverwaltungsrat an.
Papst Johannes Paul II. ernannte ihn am 31. Mai 2000 zum Weihbischof in Olinda e Recife und Titularbischof von Tacia Montana. Die Bischofsweihe spendete ihm der Erzbischof von Olinda e Recife, José Cardoso Sobrinho OCarm, am 20. August desselben Jahres auf dem Gelände des Ginásio de Esportes Geraldo Magalhães in Recife; Mitkonsekratoren waren Marcelo Pinto Carvalheira OSB, Erzbischof von Paraíba, und Clemente Isnard OSB, emeritierter Bischof von Nova Friburgo. Sein Wahlspruch Secundum Verbum Tuum („Wie du gesagt hast“) stammt aus dem Nunc dimittis (Lk 2,29 ). Als Weihbischof war Saburido ab Juli 2002 zusätzlich Präsident der Region Nordeste II der Brasilianischen Bischofskonferenz. Ferner gehörte er dem ständigen Rat der Bischofskonferenz an.
Papst Benedikt XVI. bestellte ihn am 18. Mai 2005 zum Bischof von Sobral. Auf seine Initiative hin wurden das Priesterseminar Imaculada Conceição in Fortaleza für Seminaristen aus dem Bistum Sobral und die Fazenda da Esperança São Bento errichtet. Außerdem setzte Saburido eine diözesane Pastoralkommission ein. Ein weiterer Schwerpunkt seines Wirkens als Bischof von Sobral war die Volksmission. Auf überdiözesaner Ebene fungierte er überdies als Sekretär der Region Nordeste I der Brasilianischen Bischofskonferenz und als zuständiger Bischof für die Familienpastoral.
Am 1. Juli 2009 ernannte ihn Benedikt XVI. zum Erzbischof von Olinda e Recife. Die Amtseinführung erfolgte am 16. August desselben Jahres. Als Erzbischof gehörte Saburido erneut dem ständigen Rat der Brasilianischen Bischofskonferenz an. In der Region Nordeste II war er verantwortlich für die Pastoral im Gesundheitsdienst und gehörte den Kommissionen für die Pastoral und für die wirtschaftlichen Angelegenheiten an. Von 2014 bis 2019 fungierte Saburido darüber hinaus abermals als Präsident der Region Nordeste II. Ab 2020 war er zuständig für die Ökumene und den interreligiösen Dialog in der Region Nordeste II. Außerdem gehörte er in der Brasilianischen Bischofskonferenz der Kommission für das Movimento de Educação de Base (MEB) an. Am 19. November 2018 verlieh ihm die Universidade Católica de Pernambuco die Ehrendoktorwürde. 2022 fand unter seiner Führung der XVIII. nationale eucharistische Kongress in Recife statt.
Papst Franziskus nahm am 14. Juni 2023 das von Antônio Fernando Saburido aus Altersgründen vorgebrachte Rücktrittsgesuch an.